# Raúl Rivera Serna
Raúl Rivera Serna (Junín, 1925 - Lima, 1995), fue un historiador y docente universitario peruano.

## Biografía
Nacido en Junín, (tuvo 2 hermanos, Rodolfo Rivera Serna y Santiago Rivera Serna) cursó sus estudios superiores en la Facultad de Letras de la Universidad Mayor de San Marcos, donde se graduó de doctor en historia. 
Se especializó en paleografía, archivología e historia republicana del Perú, materias de las que fue profesor principal en San Marcos. Fue también profesor en la Universidad de Lima, la Academia Diplomática del Perú y la Escuela Nacional de Bibliotecarios. En la Biblioteca Nacional del Perú tuvo a su cargo la sección de manuscritos, publicando un índice de estos en varios números del Boletín Bibliográfico de dicha institución.
Fue miembro de la Sociedad Peruana de Historia (desde 1954) y de la Sociedad Geográfica de Lima (desde 1961).
Falleció en Lima en 1995.
Fue amigo y profesor del ganador del premio Novel de Literatura 2010 Marío Vargas Llosa. Fue citafo en uno de sus obras.
Tuvo 3 hijos, uno de ellos llamado Raúl Rivera Escobar (Lima, 1968) , el cual profesor de la Universidad Nacional Mayor de San Marcos, es Licenciado en Historia del Arte por la Facultad de Letras de la Universidad Nacional Mayor de San Marcos (UNMSM), de Lima y Magíster en Historia por la Facultad de Ciencias Sociales de la UNMSM. Ejerce la docencia, en su especialidad, en la Facultad de Letras y CC HH de la UNMSM. Es autor de No somos nada (Lima, 1998), Caricatura en el Perú.

## Publicaciones
- Los guerrilleros del centro en la emancipación peruana (1958)
- Historia del Perú - República (1822-1968) (1968, 1975)
- La campaña de Junín (1974)
- Historia de la historia (incluida en el tomo 10 de la Historia del Perú, de la Editorial Juan Mejía Baca, 1980, pp. 279-372).

Realizó también una importante labor bibliográfica, transcribiendo y publicando los siguientes documentos coloniales:
- Libro primero de cabildos de San Juan de la Frontera de Chachapoyas (1958)
- Libro primero de cabildos de la ciudad del Cusco (1965)
- Libro del cabildo de la ciudad de San Juan de la Frontera de Huamanga, 1539-1547 (1966).